# 墨西哥城历史中心
墨西哥城历史中心（西班牙語：Centro Histórico de la Ciudad de México），是墨西哥墨西哥城的中心区，以主广场宪法广场为中心，向各个方向扩展出去的街区，其中最远的方向是向西到达阿拉梅达中心公园。宪法广场是拉丁美洲最大的广场，能容纳100,000人。
墨西哥城历史中心面积9平方公里，包括668个街区，9,000多座建筑物，其中有1,550座被列为历史保护建筑。大部分历史建筑建于16-20世纪。出于保护的目的，历史中心分为两个区。A区包括前西班牙城市和独立之前殖民地时期的扩展区域。B区涵盖了到19世纪末的所有建成区，这些建筑物被认为对于保护该地区的建筑和文化遗产是必不可少的。
这里正是16世纪西班牙人在被征服的阿兹特克帝国首都特诺奇提特兰的废墟上开始建立现代的墨西哥城的所在地。墨西哥城历史中心作为古阿兹特克帝国的中心以及西班牙殖民地新西班牙的权力中心，包含了该市的大部分历史遗址,以及众多的博物馆。这使它成为一处世界遗产。